# 社債、株式等の振替に関する法律
社債、株式等の振替に関する法律（しゃさい、かぶしきとうのふりかえにかんするほうりつ、平成13年6月27日法律第75号）は、社債、株式等の振替制度に関する日本の法律である。2004年（平成16年）改正法の施行と同時にそれまでの「社債等の振替に関する法律」から現行の名称に改められた。
社債等の振替を行う振替機関および口座管理機関、社債権者等の保護を図るための加入者保護信託ならびに社債等の振替に関し必要な事項を定めることにより、社債等の流通の円滑化を図ることを目的とする（1条）。
1942年（昭和17年）制定の社債等登録法を時代にあわせた内容にするために2001年（平成13年）に制定された（当初の名称は「短期社債等の振替に関する法律」）。2004年（平成16年）の改正により、株券等の保管及び振替に関する法律の改善措置の一環として株式の振替制度が導入された。
所管官庁は法務省民事局で、東京証券取引所などの金融商品市場を監督する金融庁企画市場局市場課および監督局証券課ではない。

## 構成
特に重要と考えられる用語等について、解説を加える。(以下、「法」とは社債、株式等の振替に関する法律のことをいう。)

### 第1章
目的と定義について規定。
「社債等」とは、次に掲げるもの(一部抜粋)。
- 社債(新株予約権付社債を除く)
- 国債
- 地方債
- 保険業法に規定する相互会社の社債
- 投資信託および投資法人に関する法律に規定する投資信託または外国投資信託の受益権
- 資産の流動化に関する法律に規定する特定目的信託の受益権
- 信託法に規定する受益証券発行信託の受益権、外国または外国法人の発行する債券に表示されるべき権利
- 株式
- 新株予約権
- 新株予約権付社債
- 金融商品取引法第二条第一項第二十一号 に掲げる政令で定める証券または証書に表示されるべき権利のうち、その権利の帰属が振替口座簿の記載または記録により定まるものとすることが適当であるものとして政令で定めるもの

### 第2章
振替業、振替機関、加入者集会、口座管理機関等について規定。
「振替機関」
- 振替機関とは、主務大臣の指定を受けた株式会社であり(第1章より)、取締役会、監査役会または委員会、会計監査人の設置が必要とされる。また振替業を健全に遂行するに足りる財産的基礎を有し、かつ、振替業に係る収支の見込みが良好であると認められること等が要件として求められる。

「口座管理機関」
- 口座管理機関とは、法により口座の開設を行った者及び口座管理機関となるものから口座の開設を求められる場合の振替機関をいう。法及び振替機関の定める業務規程に基づき振替業務を行い、振替業務を行うため振替口座簿の具備が求められる。

### 第3章
加入者保護信託について規定。
「加入者」
- 加入者とは、社債等の振替を行うための口座を開設した者をいい(第1章より)、振替機関または口座管理機関は加入者との間に加入者保護信託契約の締結が義務付けられる。

### 第4章
振替社債について規定。

### 第5章
国債の振替について規定。

### 第6章
地方債、投資法人債、相互会社の社債、特定社債、特定法人債などの振替について規定。

### 第6章の2
受益証券発行信託の受益権の振替について規定。

### 第7章
株式の振替について規定。

### 第8章
新株予約権の振替について規定。

### 第9章
新株予約権付社債の振替について規定。

### 第10章
投資口等の振替について規定。

### 第11章
組織変更等に係る振替について規定。

### 第12章
その他の有価証券に表示されるべき権利の振替について規定。

### 第13章
雑則について規定。

### 第14章
罰則について規定。